# Jayaque
Jayaque é um município localizado no departamento de La Libertad, em El Salvador. Sua população estimada em 2013 era de 12 091 habitantes.

## Transporte
O município de Jayaque é servido pela seguinte rodovia:
- LIB-41  que liga a cidade ao município de Colón
- LIB-07, que liga a cidade de Tepecoyo ao município de Sacacoyo
- LIB-16  que liga a cidade ao município de Talnique
- LIB-22  que liga a cidade de Jicalapa ao município de San Salvador
- LIB-18  que liga a cidade ao município de Chiltiupán
- LIB-06, LIB-19, LIB-41A, que ligam vários cantões do município [2]